# 'Ota'ika
L'ʻOta ʻika és un plat d'Oceania que consisteix en peix cru marinat amb suc de cítrics i llet de coco. Les variants de Tonga, Tahití i Samoa són essencialment idèntiques, ja que el peix cru es marina breument en suc de llimona o llima fins que la superfície de la carn es torna opaca. A continuació, es barreja el peix amb llet de coco i verdures tallades a daus (habitualment cogombre, tomàquet, ceba, ceba verda i pebrots picants). Aquest és el plat nacional de Tonga.
Aquesta recepta ha estat adaptada sota les influències metropolitanes i xineses i n'existeixen múltiples variants. Les receptes d'inspiració xinesa incloue altres verdures com l'enciam, la pastanaga o l'api.
A Nova Caledònia (Kanaky) aquest plat va ser importat pel immigrants tahitians, que representen un 2% de la seva població. El plat s'ha tornat molt popular entre la població local i se'l coneix com «amanida tahitiana».

## Noms
- Illes Cook : ika mata
- Fiji : kokoda
- Polinèsia Francesa : poisson cru, iʻa ota
- Nauru : peix de coco
- Niue : ʻota ʻika
- Samoa : oka iʻa
- Tokelau : ʻota ʻika
- Tonga : ʻota ʻika
- Tuvalu : ika mata
- Wallis i Futuna : ika ota

El plat també es coneix com a peix de coco a Nauru, kokoda a Fiji i Papua Nova Guinea, oka a Samoa, ika mata a les illes Cook i Nova Zelanda, oraora a Kiribati i simplement poisson cru a les illes franceses. La paraula "ota" significa "cru" dins del grup lingüístic polinesi, tot i que el terme més comú per al plat a la Polinèsia Francesa és el seu equivalent en francès, "poisson cru " (literalment, "peix cru"). Qualsevol tipus de marisc es pot fer servir per fer "ota", la paraula "ika" significa peix ("i'a" en llengua samoana), però el plat sovint es prepara amb musclos ("ota pipi/maso"), gambes ( "ota ulavai"), cranc ("ota pa'a/paka"), llagosta ("ota ula"), pop o calamar ("ota fe'e/feke"), eriçó de mar ("ota vana/tuitui"), i anguila ("ota pusi").

## Galeria

Variants
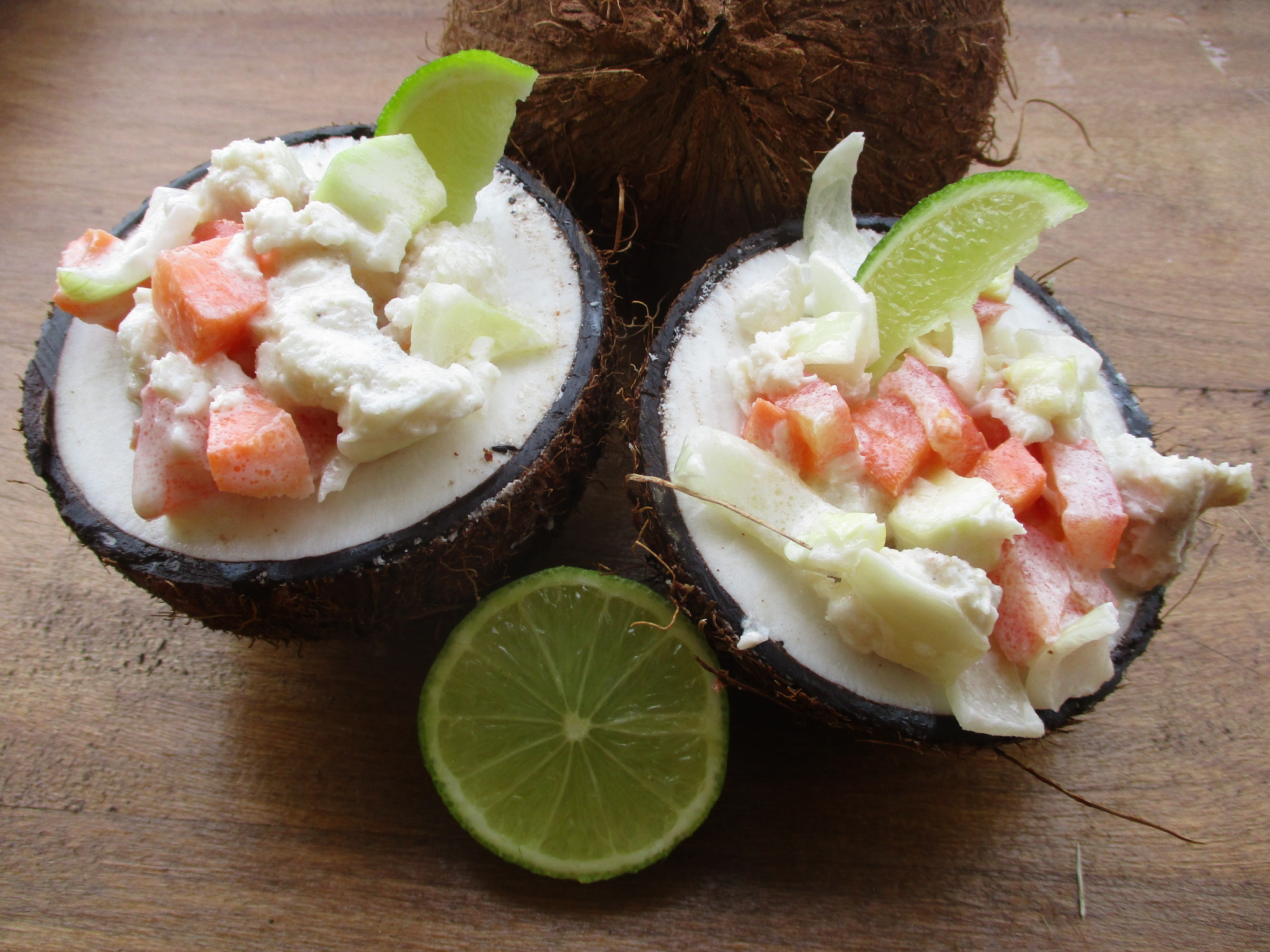
Ika mata de les Illes Cook.
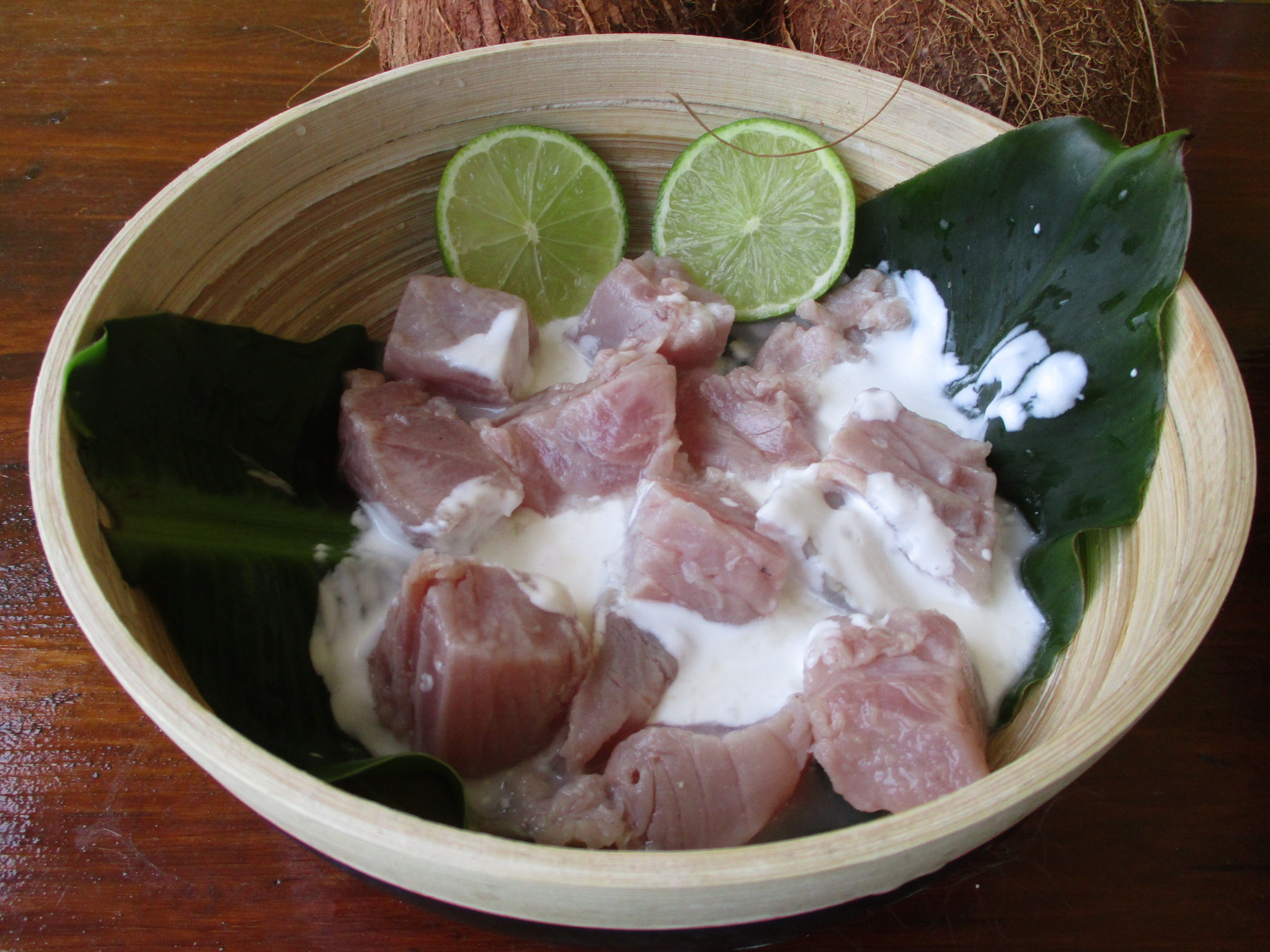
Poisson cru de tonyina, servit sobre una fulla de plàtan.
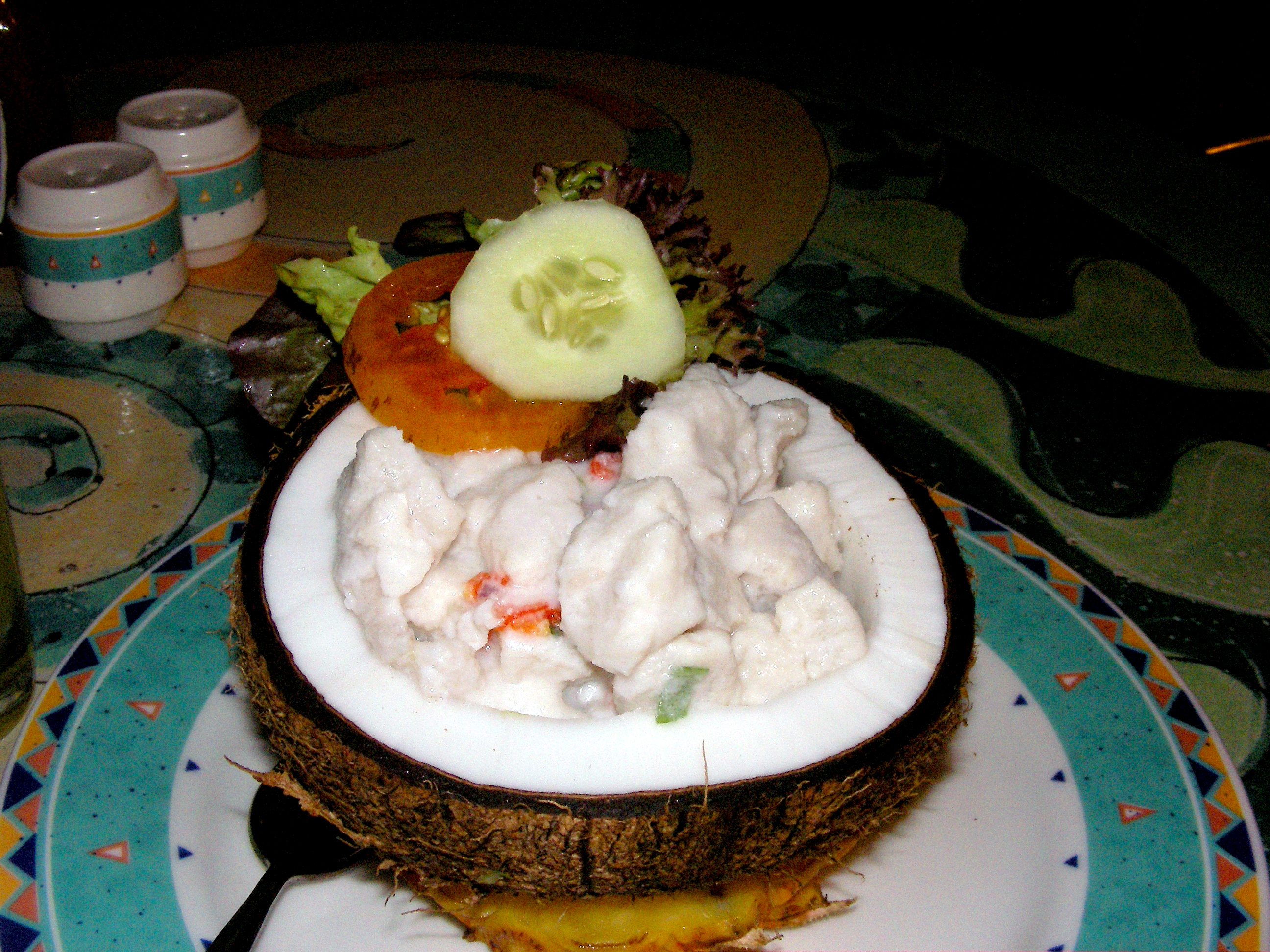
Kokodaa de Fiji

## Plats semblants
Un plat molt semblant són el kinilaw i l'ata-ata de les Filipines, i el seu plat descendent, el kelaguen de les illes Mariannes. El poke i el lomi salmon de Hawaii també són similars. També ho és el cebiche llatinoamericà, encara que aquest últim és relativament recent i en pot ser un plat derivat, ja que els cítrics no són originaris d'Amèrica.